# Lažeš, Melita (televizijska serija)
Lažeš, Melita je hrvatska televizijska serija snimljena 1984. godine. Snimljena je prema istoimenom romanu za djecu Ivana Kušana iz 1965. godine.

## Uloge

### Glavna glumačka postava
- Gorana Stepanić kao Melita
- Danko Ljuština kao Branko
- Ladislav Vrgoč kao Nenad
- Branka Cvitković kao Mira
- Žarko Potočnjak kao Sjekira
- Mustafa Nadarević kao profesor Vadovec
- Zvonko Lepetić kao susjed Ružić
- Toni Moškov kao Šiljo
- Snežana Trajković kao Verica

## Vanjske poveznice
- Lažeš, Melita u internetskoj bazi filmova IMDb-a